# Skalie
Skalie (1076 m) – szczyt w Rudawach Słowackich (Slovenské rudohorie). W regionalizacji słowackiej należy do Góra Stolickich (Stolické vrchy). Wznosi się w grzbiecie oddzielającym dolinę rzeki Slaná od doliny Dobszyńskiego Potoku (Dobšinský potok). W grzbiecie tym, w kolejności od zachodu na wschód znajdują się szczyty: Buchvald (1293 m), Skalie, Strieborná (880 m), Frivald (718 m) i Končistá. 
Szczyt Skalie i dużą część stoków porasta las, ale stoki zachodnie i południowe są w dużym stopniu beleśne. To dawne hale pasterskie, obecnie częściowo zarastające lasem. Stokami południowymi i wschodnimi prowadzi szlak turystyczny.

## Szlak turystyczny
Brdárka – sedlo Hora –  Vdovčíkovo kreslo (Veľký Radzim). Czas przejścia: 1.15 h, suma podejść 350 m, odległość 2 km